# Maple Grove, Quebec
Maple Grove är en del av staden Beauharnois i Kanada, till 2001 en separat kommun. Den ligger i regionen Montérégie och provinsen Québec, i den sydöstra delen av landet, 150 km öster om huvudstaden Ottawa.